# Liste der Baudenkmale in Bissendorf
In der Liste der Baudenkmale in Bissendorf sind alle Baudenkmale der niedersächsischen Gemeinde Bissendorf aufgelistet. Die Quelle der Baudenkmale ist der Denkmalatlas Niedersachsen. Der Stand der Liste ist der 24. Januar 2025.

## Allgemein
In den Spalten befinden sich folgende Informationen:
- Lage: die Adresse des Baudenkmales und die geographischen Koordinaten. Kartenansicht, um Koordinaten zu setzen. In der Kartenansicht sind Baudenkmale ohne Koordinaten mit einem roten Marker dargestellt und können in der Karte gesetzt werden. Baudenkmale ohne Bild sind mit einem blauen Marker gekennzeichnet, Baudenkmale mit Bild mit einem grünen Marker.
- Bezeichnung: Bezeichnung des Baudenkmales
- Beschreibung: die Beschreibung des Baudenkmales. Unter § 3 Abs. 2 NDSchG werden Einzeldenkmale und unter § 3 Abs. 3 NDSchG Gruppen baulicher Anlagen und deren Bestandteile ausgewiesen.
- ID: die Objekt-ID des Baudenkmales
- Bild: ein Bild des Baudenkmales, ggf. zusätzlich mit einem Link zu weiteren Fotos des Baudenkmals im Medienarchiv Wikimedia Commons. Wenn man auf das Kamerasymbol klickt, können Fotos zu Baudenkmalen aus dieser Liste hochgeladen werden:

## Einzeldenkmale
| Lage                                                | Bezeichnung              | Beschreibung | ID       | Bild           |
| --------------------------------------------------- | ------------------------ | ------------ | -------- | -------------- |
| Schelenburg 52° 16′ 59″ N, 8° 13′ 36″ O             | Schloss Schelenburg      |              | 28948894 | Weitere Bilder |
| Schelenburg, Burgweg 1 52° 16′ 59″ N, 8° 13′ 36″ O  | Burg/Schloss Schelenburg |              | 47140652 | BW             |
| Holte-Sünsbeck 52° 12′ 54″ N, 8° 11′ 15″ O          | Burg Holte               |              | 28947814 | Weitere Bilder |
| Nemden 52° 14′ 4″ N, 8° 14′ 33″ O                   | Schloss Ledenburg        |              | 28949158 | Weitere Bilder |
| Bissendorf 52° 14′ 10″ N, 8° 10′ 13″ O              | Haus Bissendorf          |              | 28954618 |                |
| Stockum-Gut 52° 15′ 25″ N, 8° 9′ 51″ O              | Gut Stockum              |              | 28956946 |                |
| Ellerbeck, Higidesweg 2 52° 15′ 10″ N, 8° 16′ 16″ O | Hof Seveker              |              | 49935391 | BW             |

## Rosenmühle
Östlich außerhalb der Ortslage von Bissendorf-Natbergen bereits in der Gemarkung von Stockum gelegen die sog. Rosenmühle, von Norden über die Lüstringer Straße erschlossen, die Mühle ehemals durch den Rosenmühlenbach angetrieben, der von Bissendorf kommend den Mühlenkomplex in Ost-West-Richtung durchfließt und weiter nordwestlich in den Fluss Hase mündet. Bestandteil des Mühlenkomplexes sind das stattliche Wohn-/Wirtschaftsgebäude von 1854 mit den sukzessiv angebauten Gebäudeteilen der Mühle, sowie eine Remise von 1863 und ein Nebengebäude mit Schweinestall, die den Hof nach Osten bzw. Norden begrenzen. Der Hof teils mit Natursteinpflaster befestigt und von altem Baumbestand umgeben, westlich des Schweinestalls kurzer Abschnitt einer Bruchsteinmauer erhalten, der Rosenmühlenbach im Umfeld der Mühle sowie der Stauweiher mit den zugehörigen Stau-/Wehranlagen sind Teil des Mühlenensembles.
| Lage                                                         | Bezeichnung                    | Beschreibung | ID       | Bild |
| ------------------------------------------------------------ | ------------------------------ | --- | -------- | ---- |
| Stockum-Gut, Lüstringer Straße 19 52° 15′ 20″ N, 8° 8′ 54″ O | Nebengebäude mit Schweinestall | Nebengebäude mit Schweinestall, den Mühlenhof nach Norden abschließend, eingeschossiger Fachwerkbau mit zweifacher Verriegelung und wandhohen Streben, verputzte Gefache, Satteldach mit Hohlziegeleindeckung, wohl in der 2. Hälfte des 19. Jahrhunderts errichtet, bauliche Veränderungen erkennbar, westlicher Giebel in Ziegelmauerwerk erneuert. | 51425520 | BW   |
| Stockum-Gut, Lüstringer Straße 19 52° 15′ 19″ N, 8° 8′ 55″ O | Remise                         | Den Mühlenhof nach Osten begrenzende Remise, eingeschossiger Fachwerkbau mit zweifacher Verriegelung und wandhohen Streben, Ausfachungen aus Hüttensteinen, Satteldach mit Hohlziegeleindeckung und Ladeluke zum Hof, Fachwerkgiebel ohne Vorkragung, errichtet 1863 (i), unmittelbar östlich der Remise der Stauweiher angrenzend. | 51425544 | BW   |
| Stockum-Gut, Lüstringer Straße 19 52° 15′ 18″ N, 8° 8′ 54″ O | Mühlengebäude                  | Zentrales Hauptgebäude der Rosenmühle ein fünfgliedriger Gebäudekomplex: im Norden Wohn-/Wirtschaftsgebäude als Vierständerbau in Fachwerkbauweise, durch das nach Westen abfallende Terrain hoher Bruchsteinsockel mit Kellerfenstern unter dem Kammerfach, zweifach flach vorkragender Wirtschaftsgiebel nach Osten, datiert am Dielentor 1854, westlicher Giebel und südliche Traufwand des Kammerfaches im 20. Jahrhundert massiv erneuert, Satteldach mit Falzziegeln und Krüppelwalm im Westen, im Inneren ursprünglicher Flett-Dielen-Grundriss und teils bauzeitliche Ausstattung erhalten, so eine Wanduhr und der Kamin mit Datierung und Inschrift im Flettbereich, beim Umbau 1916 (i) im Flettbereich Hausflur mit Treppe ins Obergeschoss eingebaut, Ausbau des Wirtschaftsteils beidseits der Diele; südlich an das Wohn-/Wirtschaftsgebäudes ohne eigenständige Giebelwand angebaute Remise mit vier Unterständen, westliche Rückwand massiv aus Bruchstein gemauert und verputzt, Satteldach mit Hohlziegeleindeckung; das Gebäude der Wassermühle südlich anschließend und den Rosenmühlenbach überbaut, um 1910 errichtet, über einem älteren Bruchsteinsockel eingeschossiges Mühlenhaus aus Kalksandstein mit horizontalen Bändern, Fensterbänken und segmentbogigen Stürzen aus rotem Ziegelstein, vierachsige Fassade, über der Eingangstür Zwerchhaus mit Ladeluke, rückseitige Westfassade verputzt, Satteldach mit Doppelmuldenfalzziegeln eingedeckt, bauzeitliche Fenster und Eingangstür erhalten, im Inneren umfangreiche Mühlenausstattung/-technik erhalten, u. a. drei Steinmahlgänge, Francis-Turbine der Firma Hartlage, Osnabrück, aus den 1930er Jahren und Transmissionsanlagen; schmaler Anbau an das Mühlengebäude südlich des Mühlenbaches, gestalterisch dem Mühlengebäude angepasst, über der Toreinfahrt im Sockelgeschoss breite, dreiteilige Fensteröffnung; den südlichen Abschluss des Gebäudekomplexes bildet die Sägemühle, ein niedriger, eingeschossiger Bau aus Bruchstein mit breitem Schiebetor, das Satteldach mit Doppelmuldenfalzziegeln eingedeckt, rückseitig nach Westen für die zwei Gleisstränge der Sägemühle Anbau aus Kalksandstein mit segmentbogigen Fenster-/Türstürzen aus roten Ziegel und sehr flachem Satteldach, über eine lange Welle und ein Kegelradgetriebe an die Turbine angebunden, Horizontalgatter der Firma C. Weymann, Osnabrück, aus dem Jahr 1913 erhalten. | 51425609 | BW   |
| Stockum-Gut 52° 15′ 18″ N, 8° 8′ 56″ O                       | Mühlenbach                     | Der Rosenmühlenbach, der von Bissendorf kommend den Mühlenkomplex in Ost-West-Richtung durchfließt und weiter nordwestlich in den Fluss Hase mündet, durch einen Damm vom nördlich liegenden Stauweiher getrennt, angeschlossen im Nebenschluss nur über eine Stau-/Wehranlage südlich der Remise, unmittelbar östlich des Mühlengebäudes und im Bereich des Wehres von Bruchsteinmauern eingefasst, nördlich des Mühlenbaches die Mahlmühle, südlich die Sägemühle angeordnet, der Mühlenbach dazwischen überbaut und unterhalb des Mühlengebäudes nach Westen geführt. | 51425678 | BW   |
| Stockum-Gut, Lüstringer Straße 19 52° 15′ 19″ N, 8° 8′ 58″ O | Mühlenteich                    | | 51425752 | BW   |

## Drei-Brüder-Steine
Drei Steinkreuze aus Sandstein (FStNr. 6 und 7) bzw. Kalkstein (FStNr. 8).
Angeblich schon 1717 schriftlich erwähnt. Zur Entstehung der Kreuzsteine sind in der volkstümlichen Überlieferung zwei Sagen tradiert.
- Drei Juden führten gemeinschaftlich einen Raub aus, konnten sich aber bei der Verteilung der Beute nicht einigen. Als einer von ihnen fort war, um Speise und Trank zu holen, beschlossen die beiden anderen, ihn zu ermorden. Das taten sie auch, nicht ahnend, dass der dritte vor seiner Rückkehr die Speisen vergiftet hatte und sie auch den Tod erleiden mussten.
- Drei Brüder stritten sich um die väterliche Erbschaft. Der jüngste wurde dabei von den beiden älteren erschlagen. Alsdann tötete der älteste auch den anderen Bruder, nahm sich jedoch bald darauf selbst das Leben.
| Lage                                             | Bezeichnung | Beschreibung                                                      | ID       | Bild |
| ------------------------------------------------ | ----------- | ----------------------------------------------------------------- | -------- | ---- |
| Nemden, Auf der Egge 52° 13′ 18″ N, 8° 12′ 37″ O | Steinkreuz  | Steinkreuz aus Sandstein. H. 0,69 m; Br. 0,6 m; Dm. 0,2 m.        | 28949160 | BW   |
| Nemden, Auf der Egge 52° 13′ 18″ N, 8° 12′ 37″ O | Steinkreuz  | Steinkreuz aus Sandstein. H. 0,9 m; Br. 0,54 m; Dm. 0,2 m.        | 28949161 | BW   |
| Nemden, Auf der Egge 52° 13′ 18″ N, 8° 12′ 37″ O | Steinkreuz  | Steinkreuzfragment aus Kalkstein. H. 1 m; Br. 0,37 m; Dm. 0,19 m. | 28949162 | BW   |